# Берингия
Берингия е биогеографска област и палеогеографска страна, свързваща в един суперконтинент Североизточна Азия и Северозападна Северна Америка.
В наши дни тази територия обхваща териториите, залети от Беринговия пролив, Чукотско и Берингово море, както и части от Чукотка и Камчатка в Русия и Аляска в САЩ. В исторически план този район нееднократно е бил над нивото на океана и след това отново заливан.
Терминът Берингия е въведен от шведския ботаник Ерик Хултен през 1937 г.
Берингия играе съществена роля при обмена на видове между Евразия и Америките, а на по-късен етап и за заселването на Америка от хората.